# Campylostelium saxicola
Campylostelium saxicola là một loài rêu trong họ Ptychomitriaceae. Loài này được (F. Weber & D. Mohr) Bruch & Schimp. mô tả khoa học đầu tiên năm 1846.

## Hình ảnh

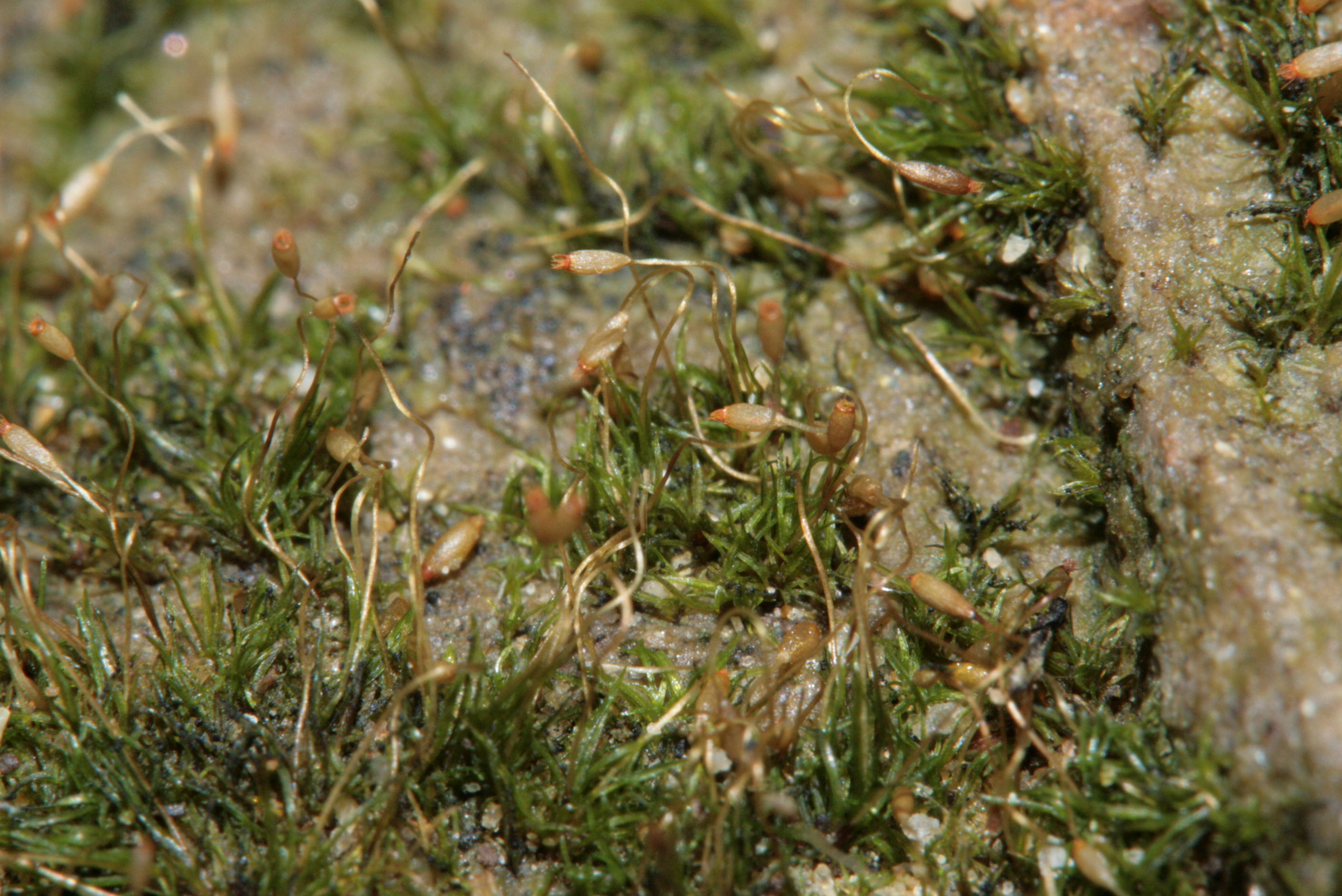
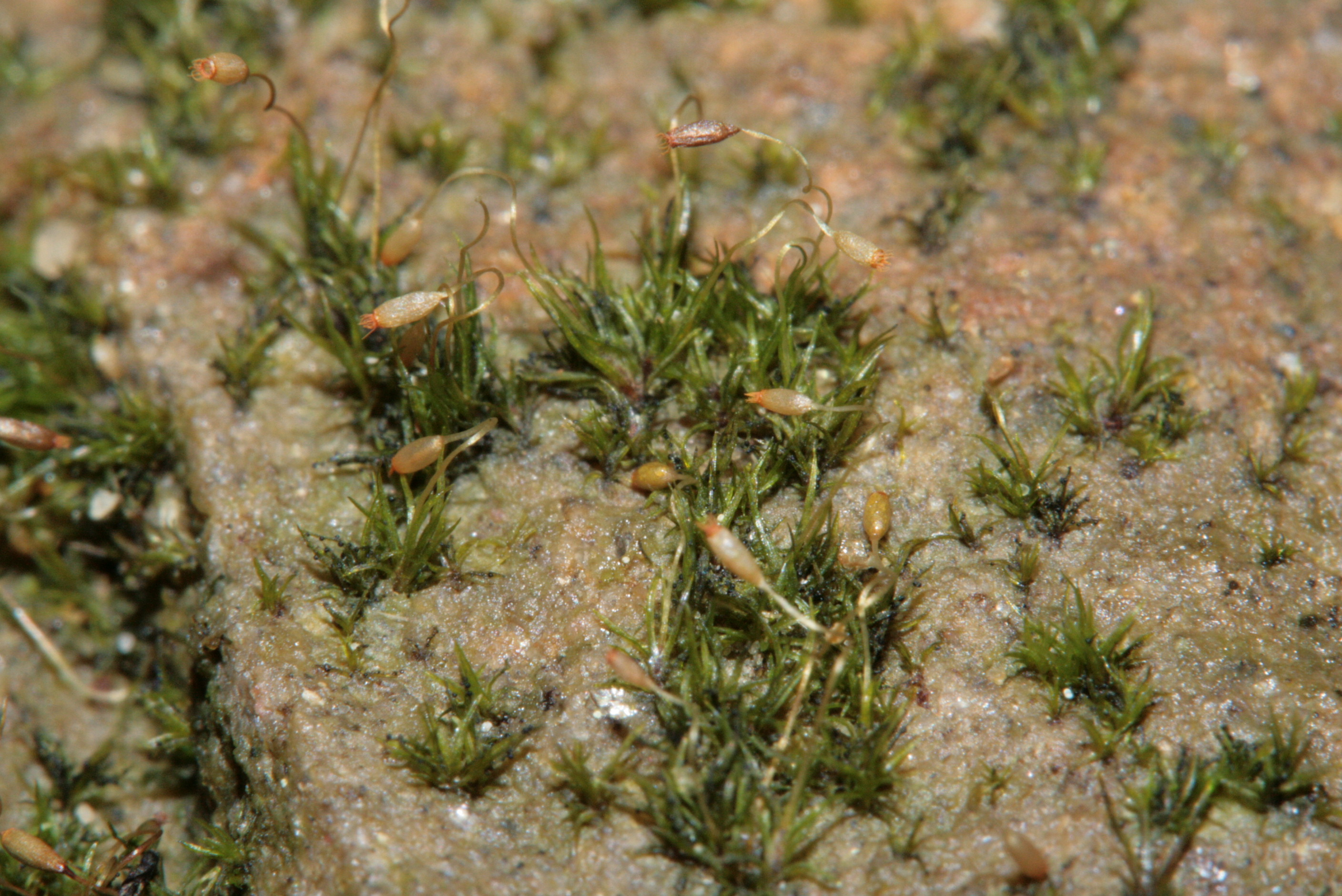
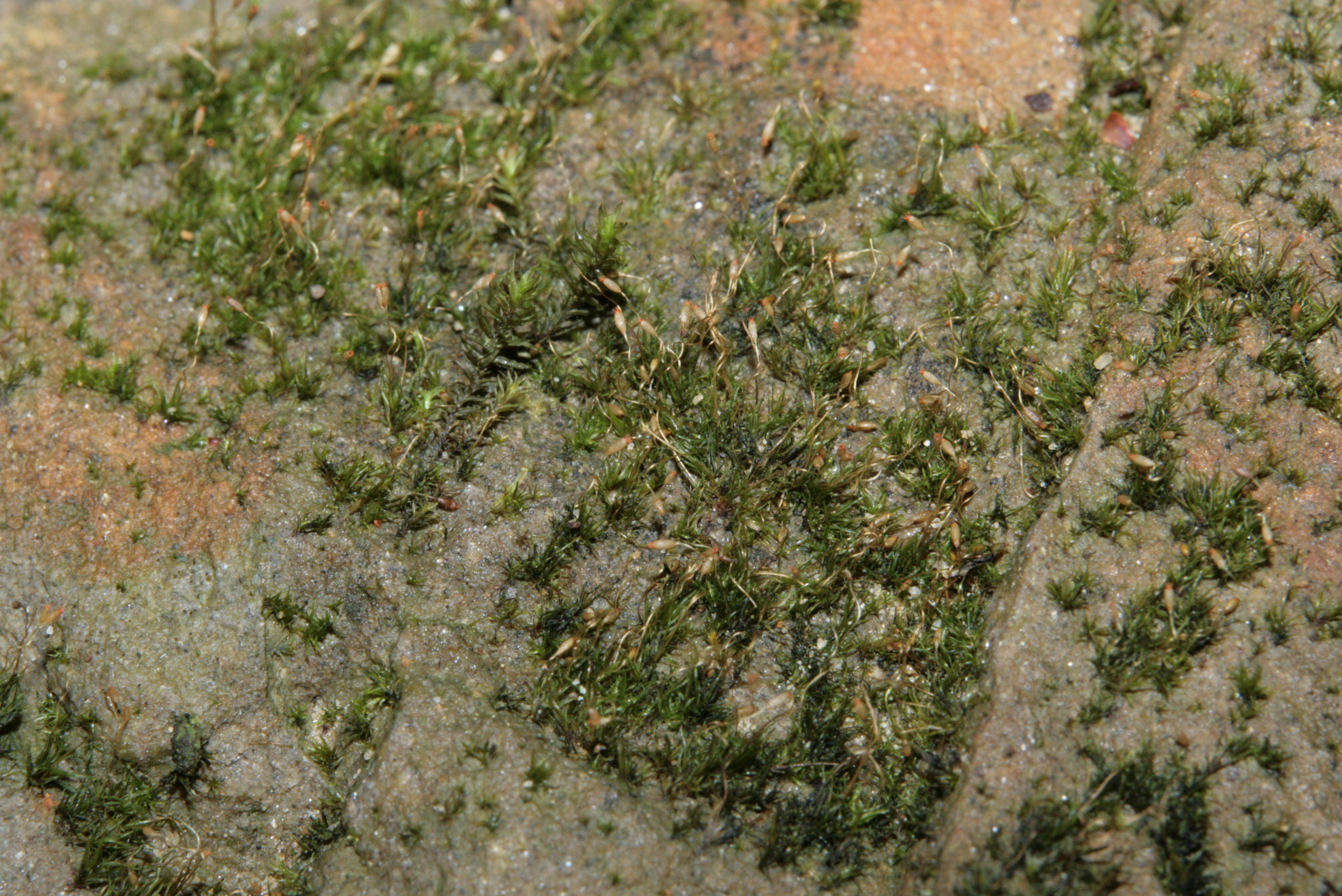
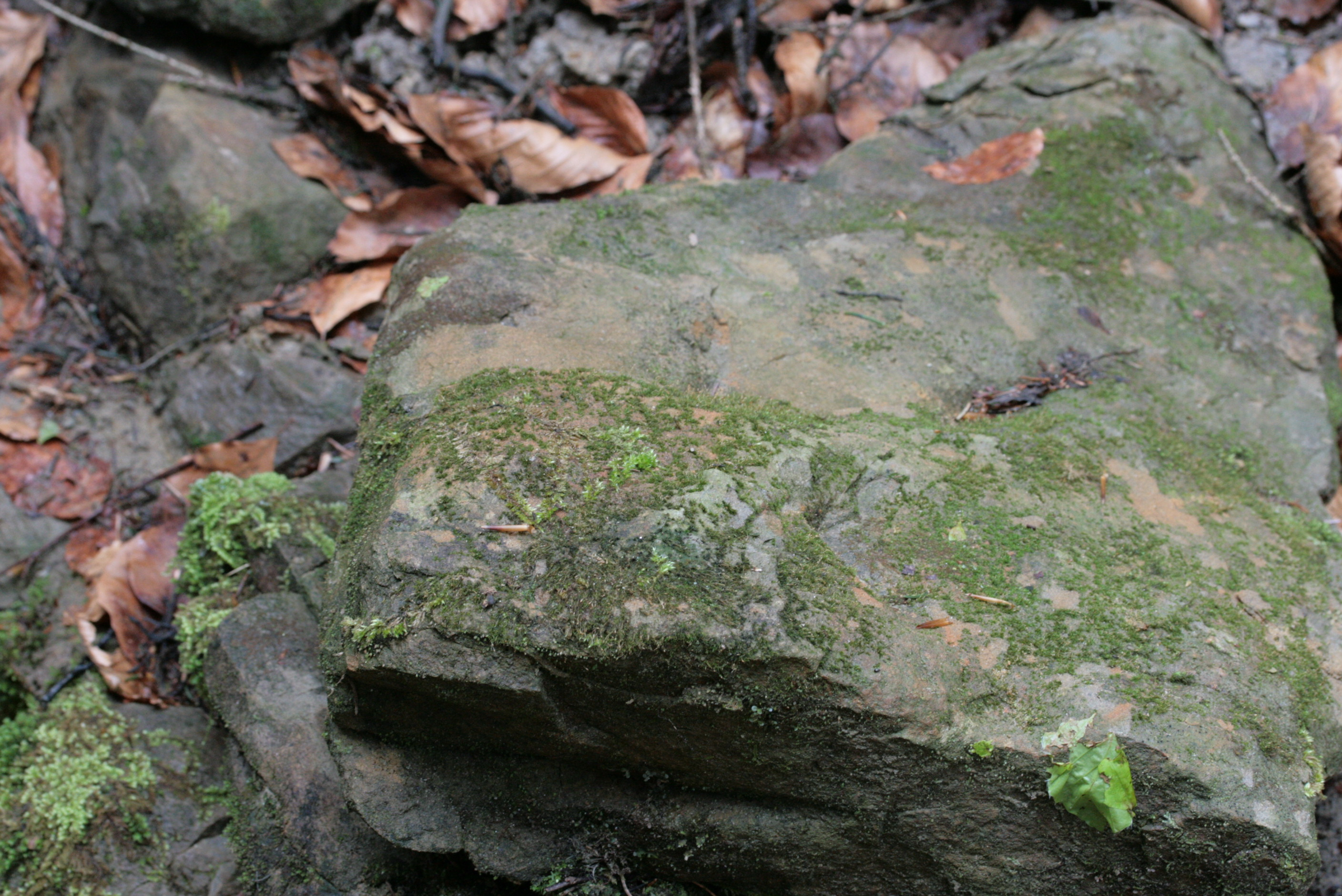